# Cynanchum gentryi
Cynanchum gentryi är en oleanderväxtart som först beskrevs av Morillo, och fick sitt nu gällande namn av S. Liede. Cynanchum gentryi ingår i släktet Cynanchum och familjen oleanderväxter. Inga underarter finns listade i Catalogue of Life.